# Правителство на Социалистическа република Македония (14)
Четиринадесетото правителство на Социалистическа република Македония е формирано на 8 май 1974 година. Изпълнителният съвет остава на власт до 28 април 1978 година.

## Състав на Изпълнителния съвет
Съставът на правителството е следният:
- Благой Попов – председател
- Вулнет Старова – заместник-председател
- Васил Туджаров – заместник-председател
- Трайче Груйоски – заместник-председател
- генерал-майор Методия Стефановски – член и републикански секретар за народна отбрана
- Мирко Буневски – член и републикански секретар за вътрешни работи
- Георги Цаца – член и републикански секретар за правосъдие
- Владимир Митков – член и републикански секретар за законодателство и организация
- Люпчо Копровски – член и републикански секретар за образование и наука
- Живко Василевски – член и републикански секретар за култура
- Радуле Костовски – член и републикански секретар на информация
- Йездимир Богдански – член и републикански секретар на здравеопазване и социална политика
- Душко Георгиев – член и републикански секретар на труда
- Ристо Филиповски – член и републикански секретар за финанси
- Александър Донев – член и републикански секретар за индустрия и търговия
- Янко Лазаревски – член и републикански секретар за земеделие и гори
- Асан Керим – член и републикански секретар по икономическите въпроси с чужбина
- Александър Варналиев – член и републикански секретар за транспорт и връзки
- Томислав Папеш – член и републикански секретар за урбанизъм, жилищни и комунални въпроси
- Павле Тасевски – член и директор на Републиканския институт за обществено планиране
- Вера Димитрова – член
- Андон Макрадули – член
- Стоян Маткалиев – член
- Ружа Панова – член
- Сейфедин Сулеймани – член
- Милан Хорват – член

## Промени от 15 юли 1975
На 15 юли 1975 година Андон Макрадули е освободен от функцияга член на Изпълнителния съвет поради заемането на друга длъжност, а на 30 септември 1975 година генерал-майор Миле Арнаутовски е избран за член на Изпълнителния и републикански секретар за народна отбрана на мястото на генерал-майор Методия Стефановски.